# سبزک بوته‌ای
سبزک بوته‌ای یا سبزک خاردشت (نام علمی: Hylophilus flavipes) نام یک گونه از سرده جنگل‌دوست‌ها است.